# Веселовка (Аджамская сельская община)
Весе́ловка (укр. Веселівка) — село в Аджамской сельской общине Кропивницкого района Кировоградской области Украины.
Население по переписи 2001 года составляло 751 человек. Почтовый индекс — 27603. Телефонный код — 522. Код КОАТУУ — 3522581501.